# Coussiberlé
Coussiberlé (toponimo francese; in tedesco Cussiberle o Guschubürli, desueti) è una frazione del comune svizzero di Morat, nel Canton Friburgo (distretto di Lac).

## Storia

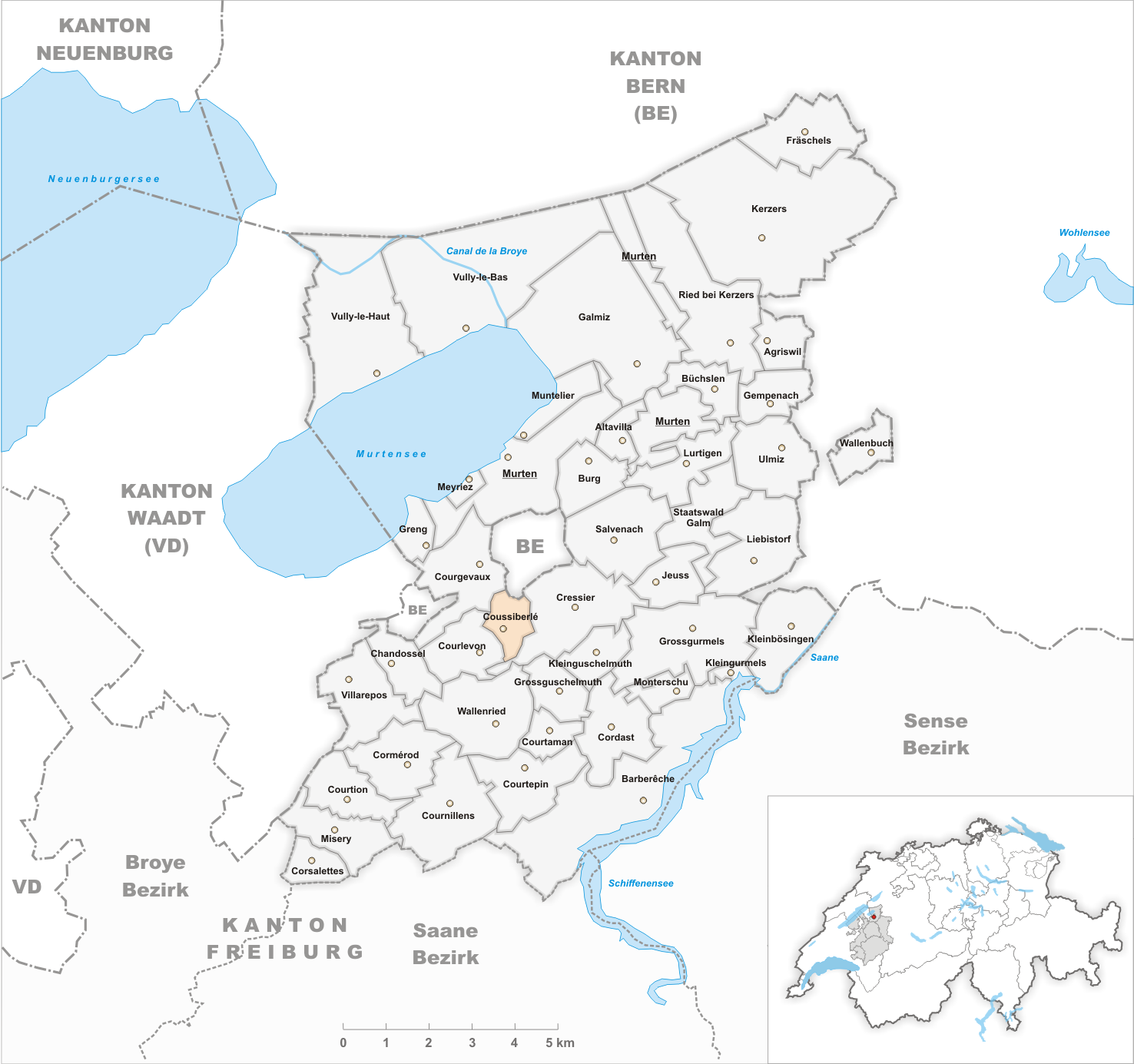
Il territorio del comune di Coussiberlé prima degli accorpamenti comunali del 1974

Già comune autonomo, tra il 1832 e il 1871 fu unito a quello di Courgevaux e nel 1974 è stato unito al comune di Courlevon, il quale a sua volta nel 2016 è stato accorpato a Morat assieme agli altri comuni soppressi di Jeuss, Lurtigen e Salvenach.

## Società

### Evoluzione demografica
L'evoluzione demografica è riportata nella seguente tabella:
Abitanti censiti

## Amministrazione
Ogni famiglia originaria del luogo fa parte del comune patriziale che ha la responsabilità della manutenzione di ogni bene comune.